# Santia charcoti
Santia charcoti is een pissebed uit de familie Santiidae. De wetenschappelijke naam van de soort is voor het eerst geldig gepubliceerd in 1906 door Richardson.